# Marcus Debie - GOMAD
Marcus Debie (Sittard, 1972) is een kleurenblinde street art kunstenaar, mural artiest en kunstschilder uit Nederland die werkt onder de pseudoniem GOMAD. Zijn werk wordt gekenmerkt door realistische portretten, vaak gecombineerd met abstracte vormen, flora en fauna. Debie is internationaal actief met muurschilderingen in Europa, de Verenigde Staten en Australië.

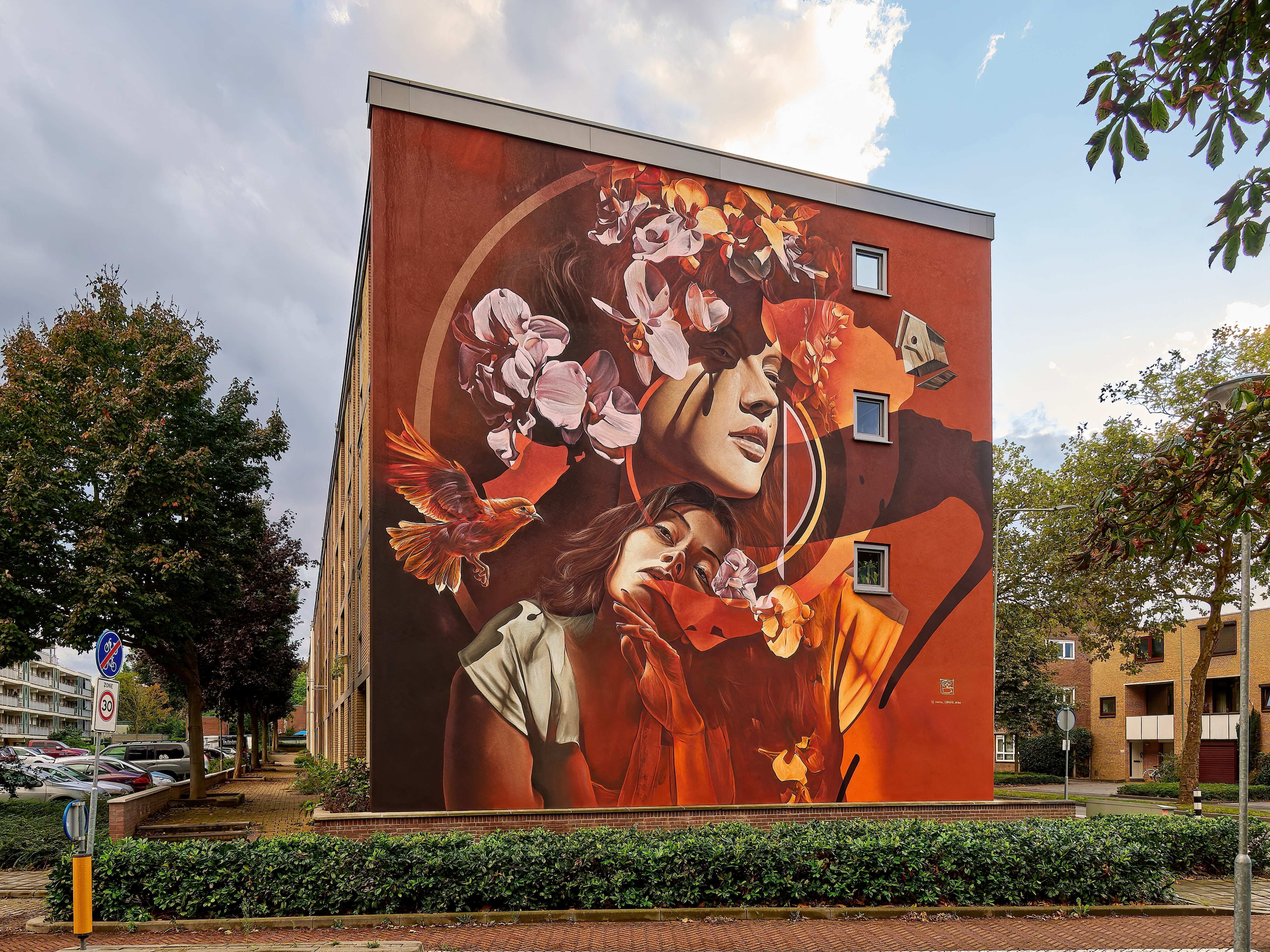
Street Art Mural door kunstenaar Marcus ‘GOMAD’ Debie in Geleen (2024)

## Biografie
Marcus Debie groeide op in de voormalige mijnstad Geleen, Limburg. 
Al op jonge leeftijd, tijdens de opkomst van de hiphop-cultuur in Nederland, raakte Debie geïnteresseerd in graffiti en street art. Hij begon in 1985 met illegale graffiti, en hij was daarmee een van de pioniers van de Limburgse graffiti-scene. In 1988 kreeg hij zijn eerste graffiti-opdracht voor een juwelierszaak in Geleen. In de loop der jaren ontwikkelde hij zich van graffiti-artiest tot muralist, met een focus op grootschalige kunstwerken in de openbare ruimte in binnen- en buitenland.

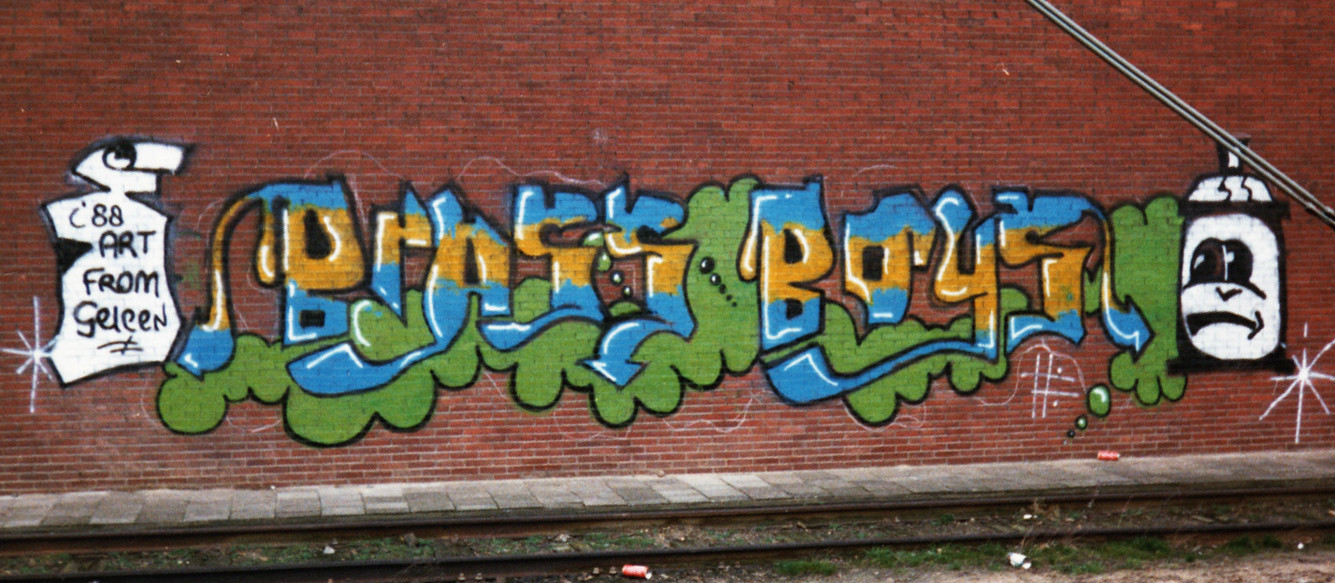
Graffiti door Marcus ‘GOMAD’ Debie in Sittard 1988

Hij studeerde kunstlessen aan de Middelbare school Havo-Mbo (1990-1991) en vanaf 1992 aan de Academie voor de Kunsten HKLS, Sittard  waar hij in 1996 zijn bachelor in de Kunsten (illustrator) behaalde.
Na zijn studies werkte als grafisch ontwerper en letterschilder bij bedrijven in Geleen, Maastricht, Lanaken en Hoensbroek. Hij bleef graffiti beoefenen als bijberoep.
In 2014 begon hij als full time kunstenaar met een eigen studio, de GOMAD Urban Art Studio in Sittard-Geleen.

## Werk en stijl
Debie werkt voornamelijk met spuitbus. Zijn stijl wordt omschreven als een combinatie van fotorealisme en abstracte patronen, vaak met invloeden uit de natuur. Terugkerende thema’s zijn vergankelijkheid, verbondenheid, en de relatie tussen mens en natuur.
Zijn muurschilderingen zijn te vinden in verschillende landen waaronder Nederland, Nederlandse Antillen, België, Luxemburg, Duitsland, Frankrijk, VK, Ierland, Italië, Kroatië, Albanië, Tsjechië, Bulgarije, Zwitserland, Zweden, Griekenland, Spanje, Verenigde Staten en Australië.
Ook werkte hij in opdracht voor festivals en organisaties, zoals Rock Werchter festival (België, 2024) en diverse bedrijven zoals Amazon, Decathlon, Royal Dutch Navy en woningcorporaties zoals Zowonen, Woonpunt en Wonen Limburg.

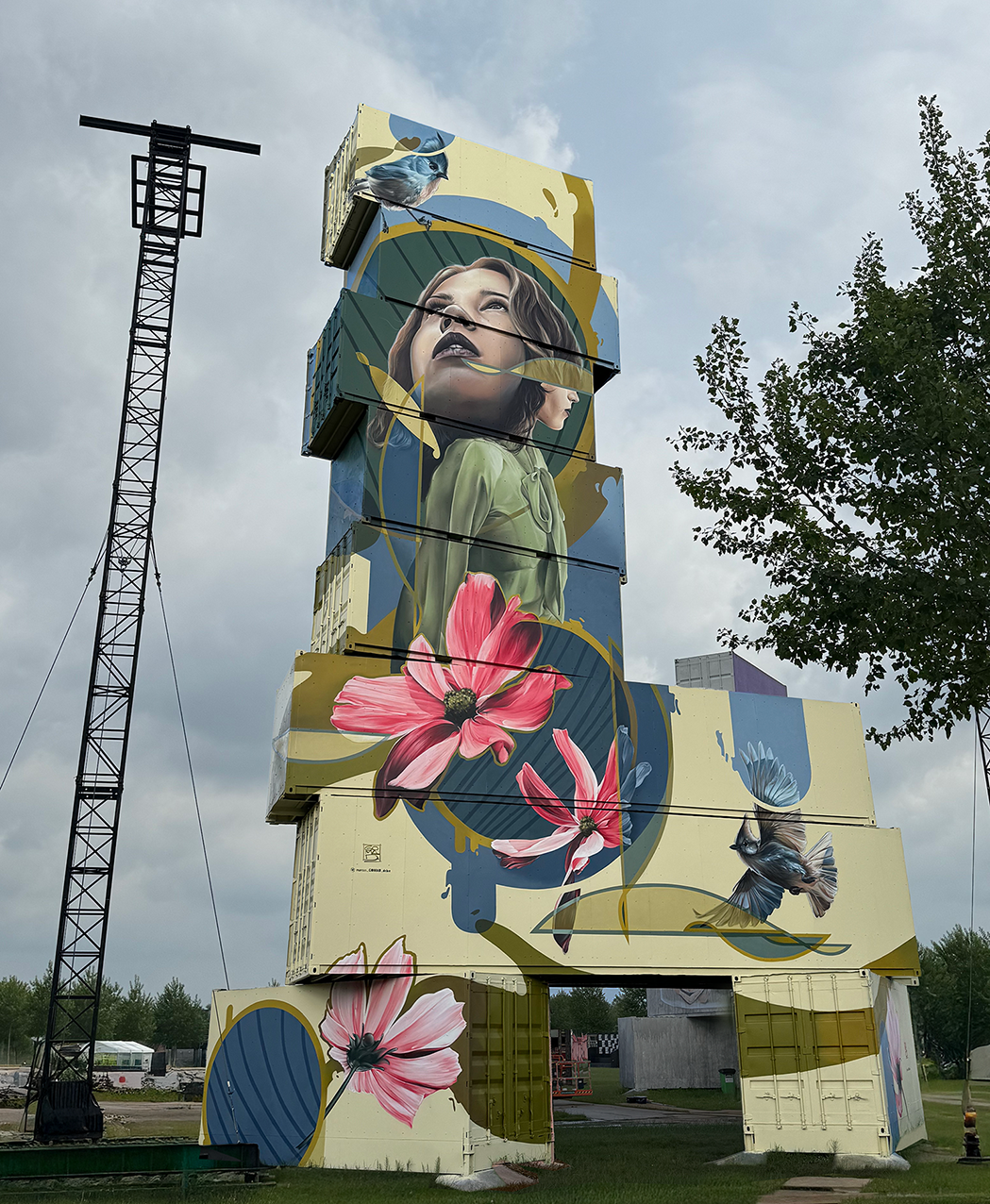
Container opstelling met een mural van kunstenaar Marcus ‘GOMAD’ Debie voor het Rock Werchter festival - België 2024

## Tentoonstellingen
Naast muurschilderingen heeft GOMAD ook geëxposeerd met schilderijen, prints en sculpturen. Dan werkt hij het liefst met olieverf. Zijn werk is sinds 2012 te zien geweest op diverse (inter)nationale kunst tentoonstellingen, art fairs en in street art-galeries van Amsterdam, Parijs en Berlijn tot Miami en Melbourne zoals Stroke München, District 13 Paris en Red Dot Miami.

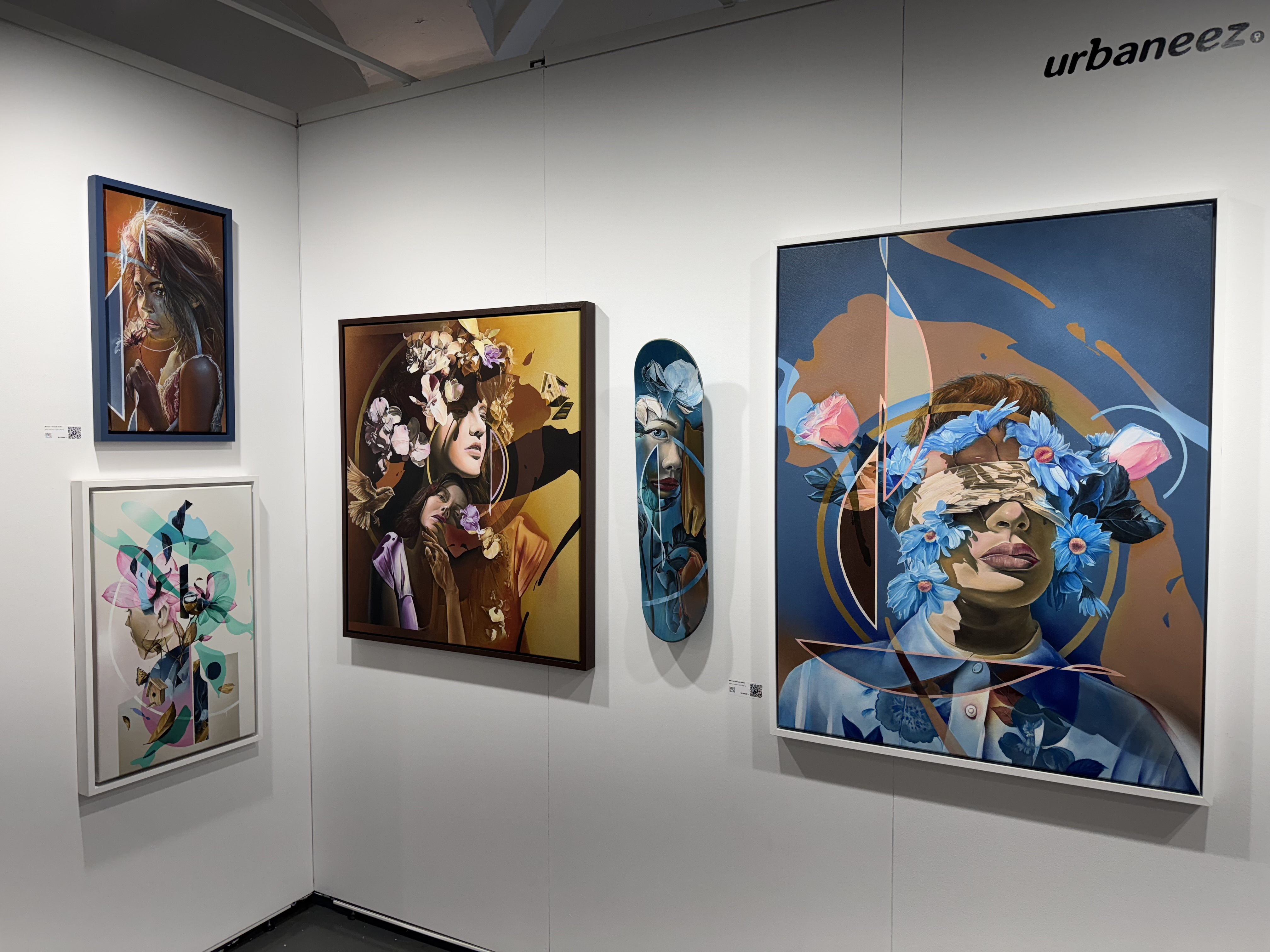
Olieverfschilderijen door kunstenaar Marcus ‘GOMAD’ Debie

## Onderscheidingen
- 2011 Winnaar van de Dutch Graffiti Battle Tilburg
- 2018 Genomineerd voor People’s Favorite op de Dutch Street Art Awards, Rotterdam
- 2019 Grootste graffiti muurschildering van Nederland, 2000 m2 (21500 ft2), Oss
- 2020 Tweede plaats Best mural of 2020 op Street Art Cities
- 2021 Hoogste mural van Nederland, 40 meters (130 ft), Sittard, samen met James Jetlag
- 2021 Greenpoint Earth Screens award winner, New York
- 2021 Mural projectie voor Open Art Shuffle festival op de site van Petra, Jordanië
- 2022 Live painting op de opgravingen site van Pompeii, Italië
- 2023 Genomineerd voor twee awards, Intense Mural & People’s Favorite op de Dutch Street Art Awards, Amsterdam (top 5-notering)

## Publicaties en Interviews
Debie’s werk verscheen in meerdere (inter)nationale kunstboeken en magazines, waaronder:
- Not Just a Brick in the Wall (Ierland)
- Arts Urbains en Bretagne (Frankrijk)
- Urban Art Magazine (Frankrijk)
- Signature Magazin (Oostenrijk)

## Externe Link
https://marcusgomaddebie.com/